# Stefan Reisinger
Stefan Reisinger (Landshut, 14 september 1981) is een Duitse voetballer die bij voorkeur als spits speelt. Hij verruilde in juli 2014 Fortuna Düsseldorf voor 1.FC Saarbrucken.

## Carrière
Reisinger begon als kind met voetballen bij SV Essenbach. In de D-jeugd ging hij naar SpVgg Landshut. In de B-jeugd mocht hij een proefwedstrijd spelen voor TSV 1860 München.
Toen hij 18 jaar was scoorde hij voor Landshut in de Landesliga 23 doelpunten, daarom ging hij dat jaar daarna naar SpVgg Greuther Fürth, waar hij in het tweede elftal twintigmaal scoorde in de Bayernliga.
In het tweede seizoen werd hij met 26 doelpunt de topscorer in de Bayernliga, maar daardoor heeft hij nog geen doorbraak in het eerste elftal van SpVgg Greuther Fürth.
Maar Rudi Bommer (trainer van Wacker Burghausen) gaf hem een kans. Die hij gelijk kon gebruiken. In het seizoen 2003-2004 scoorde hij 9 keer. Met 15 goals en 4 assists ontwikkelde hij zich in het daaropvolgende seizoen tot topscorer. 
Aan het eind van het seizoen kwamen er steeds meer geruchten over een overstap naar MSV Duisburg, maar op het laatst werden de plannen veranderd en ging Reisinger naar TSV 1860 München, hij zei tegen z'n fans dat hij daar al fan van was toen hij nog heel jong was.
De transfer was onderdeel van een strategie van de vereniging, om meer jonger Duitse (met voorkeur Beierse) spelers in de selectie te hebben. Maar tijdens zijn verblijf bij TSV 1860 München was hij niet heel succesvol.
Dus keerde hij weer terug bij SpVgg Greuther Fürth. In het eerst seizoen scoorde hij 3 keer, de twee daaropvolgende seizoenen scoorde hij 12 keer.
In het seizoen 2009-2010 werd hij transfervrij overgenomen door SC Freiburg, waarvoor hij zijn debuut op 1 augustus 2009 maakte, in de eerste ronde van de DFB-Pokal tegen Sportvereniging 07 Elverberg, waarin hij als invaller scoorde. In de Bundesliga debuteerde hij in de eerste speeldag tegen Hamburger SV. In de negende speeldag scoorde hij zijn eerste goal tegen FC Bayern München. In Februari 2011 verlengde Reisinger zijn contract bij SC Freiburg met 2 jaar, tot Juni 2013.
In het seizoen 2012-2013 ging hij naar Fortuna Düsseldorf. Bij de promovendus tekende hij een 2-jarig contract tot 30 juni 2014.

## Erelijst
- SpVgg Landshut winnaar Niederbayerischer Bezirkspokal 2001
- Gepromoveerd naar 2. Bundesliga 2003

## Trivia
- Stefan Reisinger is een van de weinige profs in de Bundesliga met een scheidsrechterscertificaat